# Vincenc Karel z Auerspergu
Vincenc Karel z Auerspergu (německy Vinzenz Karl Joseph Gabriel Heinrich von Auersperg, 15. července 1812 Dornbach u Vídně – 7. července 1867 Hietzing) byl český šlechtic z rodu Auerspergů (mladší knížecí linie), velkostatkář a politik.

## Život
Vincenc Karel Josef Gabriel Jindřich z Auerspergu se narodil ve Vídni dne 15. července 1812 jako pohrobek. Po narození jej adoptoval polní podmaršálek kníže Karel z Auerspergu a Vincenc Karel později zdědil jeho rozsáhlý majetek (v Čechách např. Žleby, Nasavrky, Tupadly, Dolní Kralovice, Niederfladnitz v Dolních Rakousích, velká část též v Tyrolsku (Matrei am Brenner, Sprechenstein).
Jak bylo v jeho době obvyklé, snažil se o modernizaci hospodářství na svých velkostatcích a podílel se na romantickohistorických přestavbách svých zámků v Čechách (Žleby).
Byl členem Českého zemského sněmu za nefideikomisní velkostatek a po vzniku člen Panské sněmovny. Od roku 1863 byl rakouským nejvyšším komořím. V roce 1855 mu byl udělen Řád železné koruny 1. třídy a roku 1865 Řád zlatého rouna.
Byl velkým milovníkem koní a na zámku ve Slatiňanech vybudoval jedno z nejvýznamnějších středisek pro výcvik koní v habsburské monarchii.
Kníže Vincenc Karel zemřel 7. července 1867 na vídeňském předměstí v Hietzingu.

## Rodina
Dne 29. dubna 1845 se v pražské katedrále sv. Víta oženil s Vilemínou, rozenou z Colloredo-Mansfeldu  (16. července 1826 Milán – 19. prosince 1898 Vídeň). Spolu měli šest nebo sedm dětí[zdroj?] (dvě z nich zemřely v dětském věku). Dědicem rodového majetku se stal nejstarší syn František Josef.
- 1. Karel (16. 12. 1851 Vídeň – 15. 6. 1853 tamtéž)
- 2. Gabriela (21. 2. 1855 Vídeň – 1. 6. 1933 Tachov)
  - ⚭ (18. 6. 1877 Vídeň) Alfred August z Windischgrätze (31. 10. 1851 Praha – 23. 11. 1927 Tachov), 3. kníže z Windisch-Graetze, předseda vlády Předlitavska 1893–1895
- 3. František Josef (20. 10. 1856 Vídeň – 19. 11. 1938 Slatiňany), kníže z Auerspergu
  - ⚭ (10. 1. 1878 Vídeň) Vilemína Kinská z Vchynic a Tetova (5. 4. 1857 Vídeň – 1. 10. 1909 Slatiňany)
- 4. Engelbert Ferdinand (21. 2. 1859 Vídeň – 18. 7. 1942)
  - ⚭ (27. 8. 1883 Praha) Gabriela z Hohenlohe-Langenburgu (11. 10. 1862 Vídeň – 2. 9. 1948 Praha)
- 5 Eduard (8. 1. 1863, Vídeň – 18. 3. 1956 Weitwörth u Salcburku)
  - ⚭ (6. 6. 1885 Vídeň) Marie Terezie Ludovika ze Schönburg-Hartensteinu (17. 12. 1861 Mnichov – 25. 8. 1945)
- 6. Marie Kristina (26. 2 1866 Vídeň – 12. 7. 1962 Terst)
  - ⚭ (16. 5. 1885 Vídeň) Hugo Weriand z Windisch-Grätze (17. 11. 1854 Florencie – 15. 5. 1920 Planina, Slovinsko)